# Bicou Bissainthe
Bicou Bissainthe (sinh ngày 15 tháng 3 năm 1999) là một cầu thủ bóng đá người Haiti thi đấu ở vị trí hậu vệ cho câu lạc bộ Hải Phòng tại V.League 1.